# 286 هـ
286 هـ هي سنة في التقويم الهجري امتدت مقابلةً في التقويم الميلادي بين سنتي 899 و900.

## مواليد
- أبو منصور محمد القاهر بالله

## وفيات
- أحمد بن الطيب السرخسي
- أحمد بن سلمة النيسابوري
- البحتري
- عبد الله بن أبي عطاء
- عبدالله بن مسرة
- محمد بن محمد بن رجاء النيسابوري
- 28 ذو الحجة - أبو العباس محمد بن يزيد المبرد، شيخ اللغويين والنحاة في بغداد.